# Force Y (force chinoise)
Pour les articles homonymes, voir Force Y.
La Force Y était le nom de code donné par l'état-major allié de l'Asie du sud-est à un groupe de divisions de l'Armée nationale révolutionnaire chinoise entrées en Birmanie depuis le Yunnan en 1944 en tant qu'Alliés combattant pendant la campagne de Birmanie de la Seconde Guerre mondiale. La force composait de 175 000 soldats répartis en 15 divisions.

## 1942

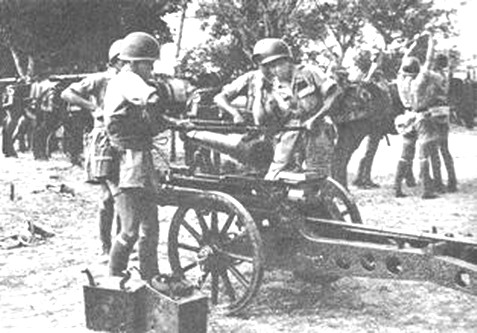
Artillerie de montagne chinoise en 1942.

Lorsque les forces japonaises envahissent la Birmanie (dans la première moitié de 1942), le corps expéditionnaire chinois en Birmanie, ainsi que les autres forces alliées, sont forcés de battre en retraite le long de leurs lignes de communication. La plupart des Chinois se retirent en Chine mais deux divisions (38e et 22e, plus des fragments de trois autres) se replient en Inde où elles sont placées sous le commandement du général américain Joseph Stilwell.

## 1943/1944
Après avoir été rééquipées et renforcées, les divisions chinoises désignées Force X forment la majorité des forces de première ligne disponibles pour Stilwell lorsqu'il s'avance dans le nord de la Birmanie en octobre 1943. Son intention est de capturer le nord de la Birmanie et de rouvrir les communications terrestres avec la Chine via un nouvel embranchement vers la route de la Birmanie appelée la route de Ledo.
À l'appui de l'offensive de Stilwell, dans la seconde moitié d'avril 1944, la Force Y lance une attaque sur le front du Yunnan. Près de 75 000 soldats traversent la rivière Salween sur un front de 300 kilomètres. Peu après, une quinzaine de divisions chinoises de 175 000 hommes, sous le commandement du général Wei Lihuang, attaquent la 56e division japonaise : les forces japonaises dans le nord combattent alors sur deux fronts dans le nord de la Birmanie.
À la fin du mois de mai, l'offensive du Yunnan, bien que gênée par les pluies de la mousson et le manque de soutien aérien, réussit à anéantir la garnison de Tengchung et finit par atteindre Lungling. De puissants renforts japonais contre-attaquent et stoppent cependant l'avancée chinoise.
Une pause survient pendant la saison de la mousson, provoquant l’arrêt dans les actions offensives majeures et les combats ne reprennent pour de bon que plus tard en 1944.

## 1944/1945

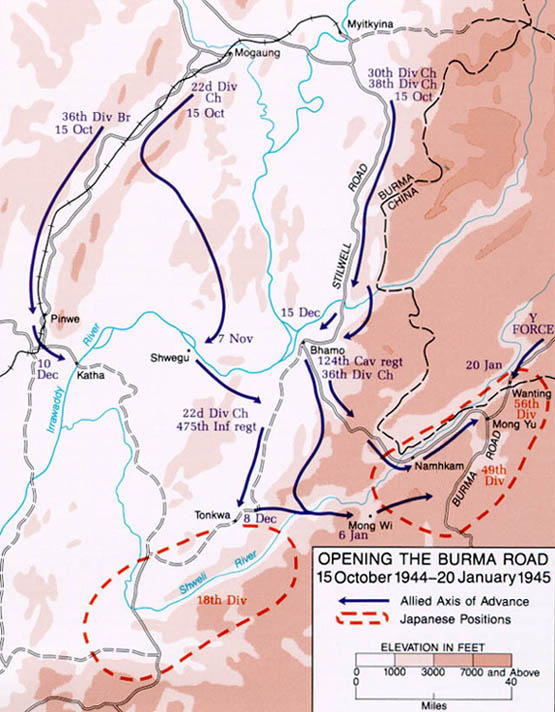
Ouverture de la route de Birmanie octobre 1944 - janvier 1945

La 33e armée japonaise, dirigée par le lieutenant général Masaki Honda, défend le nord de la Birmanie contre les attaques du nord de l'Inde et de la province chinoise du Yunnan. La 18e division japonaise affronte ainsi les forces américaines et chinoises avançant vers le sud depuis Myitkyina et Mogaung que les Britanniques avaient sécurisées en 1944. La 56e division japonaise affronte quant à elle les grandes armées chinoises du Yunnan dirigées par Wei Lihuang.
Bien que la 33e armée ait été forcée de renoncer à la plupart des renforts qu'elle avait reçus l'année précédente, les opérations du Northern Combat Area Command (NCAC) dirigé par les Américains sous les ordres du lieutenant-général Daniel Isom Sultan sont limitées à partir de la fin de 1944 car nombre de ses troupes s'étaient retiré par avion pour faire face aux attaques japonaises en Chine. Lors de l'opération Grubworm, les 14e et 22e divisions chinoises sont envoyées via Myitkyina pour défendre les aérodromes autour de Kunming, vitaux pour le transport aérien de l'aide vers la Chine, surnommé The Hump.
Sur le flanc droit du commandement, la 36e division britannique s'avance vers le sud dans la "Railway Valley" de Mogaung à Indaw. Celle-ci prend contact avec la 19e division indienne près d'Indaw le 10 décembre 1944, la 14e armée et le NCAC ayant maintenant un front continu.
Sur la gauche du lieutenant-général Sultan, la nouvelle première armée chinoise (30e division chinoise et 38e division chinoise) percent une ligne de front de Myitkyina à Bhamo. Les Japonais résistent pendant plusieurs semaines, avant que Bhamo ne tombe le 15 décembre. La nouvelle sixième armée chinoise (50e division chinoise) s'infiltre à travers le terrain difficile entre ces deux ailes pour menacer les lignes de communication japonaises.
La nouvelle première armée chinoise prend contact avec les armées de Wei Lihuang avançant du Yunnan, près de Hsipaw le 21 janvier 1945, la route de Ledo pouvant enfin être achevée. Le premier convoi de camions de l'Inde atteint Kunming le 4 février, mais à ce stade de la guerre, la valeur de la route Ledo est incertaine car celle-ci n'affecte pas la situation militaire globale en Chine.
Au grand dam des Britanniques et des Américains, le dirigeant chinois Tchang Kaï-chek ordonne au général américain Sultan d'arrêter son avance à Lashio, qui est capturée le 7 mars. Les Britanniques et les Américains ont généralement refusé de comprendre que Chiang devait trouver un équilibre entre les besoins de la Chine dans son ensemble et la lutte contre les Japonais dans une colonie britannique. Les Japonais avaient déjà retiré la plupart de leurs divisions du front nord, pour affronter la 14e armée dans le centre de la Birmanie. Le 12 mars, le QG de la 33e armée japonaise y a également été dépêché, ne laissant que la 56e division pour tenir le front nord. Cette division est également retirée à la fin de mars et au début d'avril.
À partir du 1er avril, les opérations du NCAC s’interrompt et ses unités reviennent en Chine. La 36e division britannique déménage à Mandalay, qui avait été capturée en mars, avant d'être ensuite retirée en Inde. Une force de guérilla dirigée par les États-Unis, le Détachement 101, reprend les responsabilités militaires du NCAC tandis que les affaires civiles britanniques et d'autres unités telles que le Service des affaires civiles (Birmanie) interviennent pour prendre en charge ses autres responsabilités. Le nord de la Birmanie sera divisé en zones de lignes de communication par les autorités militaires.